# Olios strandi
Olios strandi là một loài nhện trong họ Sparassidae.
Loài này thuộc chi Olios. Olios strandi được Gábor von Kolosváry miêu tả năm 1934.